# Элсмир (Делавэр)
Элсмир (англ. Elsmere) — город в округе Нью-Касл в штате Делавэр США. По данным переписи 2020 года, численность населения составляла 6229 человек.

## Население
| 2010 | 2020  |
| ---- | ----- |
| 6131 | ↗6229 |